# Управління персоналом
Управлі́ння персона́лом (менеджмент персоналу) — систематично-організаційний процес відтворювання і ефективного використання персоналу.

## Сутність поняття, його роль
Здійснення зовнішньоекономічної діяльності підприємством, випуск продукції, яка була б конкурентоспроможною на зарубіжних ринках, залежить не тільки від технічного оснащення підприємства, наявності сучасних технологій, чітко поставленої системи контролю якості продукції, маркетингових досліджень ринкового середовища та послідовного впровадження концепції просування товарів на зарубіжні ринки, а й від кваліфікації співробітників підприємства, ефективного управління персоналом.
Структура управління персоналом являє собою складову різних демографічних, соціальних, функціональних і професійних груп працівників і відносин між ними. Професійні фактори впливають на зміст праці під впливом НТП (поява нових професій, відмирання старих професій). Кваліфікаційна структура управління персоналом визначає ефективність трудового потенціалу в цілому і кожного працівника окремо.
Управління персоналом можна визначити як діяльність, що спрямована на досягнення найефективнішого використання працівників для досягнення цілей підприємства та особистісних цілей. Перші, традиційно, пов'язуються з забезпеченням ефективності підприємства. Причому ефективність іноді розуміється у вузькому значенні — як отримання максимального прибутку. Однак дедалі частіше ефективність розглядається не тільки в економічному плані — як економічність, якість, продуктивність, нововведення, прибуток, а і в більш широкому контексті й пов'язується з такими поняттями особистісного, психологічного плану, як задоволеність співробітників своєю працею, участю у трудовому колективі підприємства, високий рівень самооцінки колективу, мотивація персоналу до ефективної праці.
Розвивається в трьох напрямах:

Знаходження управління персоналом

- більше розвивається на практиці;(як практична діяльність)
- є індивідуально зорієнтованим на працівника, як особистість і надає послуги по задоволенню потреби;
- зорієнтований на майбутнє.(вписується у стратегію організації)

Як сфера практичної діяльності УП- це система взаємозв'язаних організаційно-економічних заходів по створенню умов для нормального функціонування, розвитку ефективного використовування кадрового потенціалу організації.
Управління персоналом стоїть у центрі управління організації. Управління організації стоїть в управлінні бізнесом. (схема «Знаходження управління персоналом»)
Предметом менеджменту персоналу є управління працівниками у процесі виробництва з точки зору найбільш повного та ефективного використання їх потенціалу.
Основною метою менеджменту персоналу є поєднання ефективного навчання персоналу, підвищення кваліфікації та стимулювання його до високоефективної праці.
Для досягнення цієї мети, насамперед, потрібно чітко з'ясувати особливості управлінської праці.

Рівні управління персоналом

Управління персоналу має 4 рівні:
- Оперативний — домінує кадрова робота.
- Тактичний — домінує, власне, управління персоналом.
- Стратегічний — домінує управління людськими ресурсами.
- Політичний — домінує робота по розробці кадрової політики

Управління персоналом пов'язано з іншими науками, такими як менеджмент, соціологія, психологія, фізіологія, економіка праці, трудове право, соціальна політика.
Методи управління персоналом підрозділяються на:
1. економічні — прогнозування і планування кадрової роботи, розрахунок балансу робочих і трудових ресурсів, визначення основної і додаткової потреби в кадрах і джерел її забезпечення й ін.;
2. організаційно-розпорядчі — використання встановлених організаційних зв'язків, правових положень і норм;
3. соціально-психологічні — конкретні заходи і засоби впливу на процес формування й розвитку трудового колективу й окремих працівників;
4. державно-управлінські.

## Персонал організації, як об'єкт управління
Трудові ресурси — населення у працездатному віці, які мають фізичні і інтелектуальні здібності, здатне до участі у трудовому процесі.
Персонал (від лат. personalis — особистий) — це особистий склад організації, який працює за наймом і має певну компетенцію, що поєднує здібності і мотивацію кожного співробітника та визначає його поведінку в рамках організації у трудовому процесі.
Людина в організації виконує роль суб'єкта управління та об'єкта управління. Працівники організації виступають об'єктом управління тому, що вони є головним складником будь-якого виробничого процесу. Планування, формування, розподіл, перерозподіл і раціональне використання людських джерел становить основний зміст менеджменту персоналу.

## Управління персоналу, як спеціальна функція менеджменту
Управління персоналом на підприємстві здійснюється лінійними керівниками при участі підлеглих їм структурних підрозділів соціального напрямку(відділу кадрів, відділу перепідготовки кадрів)
Зміст управління персоналу, як спеціальної функції, визначається специфікою виконання праць:
- Розробка концепції управління персоналом, кадрової політики і кадрової стратегії;
- Облік кадрів, інвентаризація кадрового складу, ведення кадрової документації;
- Планування персоналу;
- Набір/відбір персоналу;
- Професіональна орієнтація і адаптація персоналу;
- Підготовка і розвиток персоналу;
- Мотивація персоналу;
- Оцінка персоналу;
- Створення організаційної культури

## Систематичний підхід в управління персоналом
| УП-це взаємозвязаний процес наступних етапів   |
| ---------------------------------------------- |
| Організація                                    |
| Місія                                          |
| Організаційна структура управління(ОСУ)        |
| Вдосконалення ОСУ                              |
| Кадрова політика і кадрова стратегія           |
| Визначення потреби у персоналі і плануванні    |
| Залучення і відбір                             |
| Вчення і розвиток                              |
| Оцінка персоналу                               |
| Мотивація і стимулювання праці                 |
| Технологія ефективної діяльності               |
| Поточна праця службовців управління персоналом |